# Якоба (графиня Геннегау)
Якоба Баварская (нидерл. Jacoba, нем. Jakobäa, Jakobe, Jakobine; во французских источниках Жаклин, фр. Jacqueline; 15 июля 1401, Ле-Кенуа — 8 октября 1436, Тейлинген, Южная Голландия) — графиня Геннегау, Голландии и Зеландии (с 1417 года). Единственная наследница владений своего отца Вильгельма II Баварского.

## Биография

### Дофина Французская
Якоба, дочь герцога Вильгельма II Штраубинг-Голландского и его супруги Маргариты Бургундской, родилась 15 июля 1401 года в Гааге. Её дядя Иоанн Бесстрашный, брат Маргариты, стал герцогом Бургундским в 1404 году. Её отец Вильгельм также в 1404 году унаследовал титул герцога Штраубингского, графа Голландского после многолетнего правления своего отца Альбрехта I, который в течение полувека правил герцогством, в создании которого участвовал сам. Альбрехт достиг европейского значения благодаря умелой политике в устройстве брака своих детей. Его дочь Иоганна вышла замуж за короля Священной Римской империи Венцеля (Вацлава). Иоганна София вышла замуж за герцога Альбрехта IV Австрийского, а посредством двойной свадьбы в Камбре в 1385 году он дважды заключил союз с Бургундией, которой правила младшая ветвь французского королевского дома.
Сын Альбрехта Вильгельм, чей брак с дочерью французского короля не состоялся из-за её ранней смерти, хотел в этом отношении следовать примеру своего отца и в 1406 году в Компьене обручил свою единственную законную дочь Якобу с Жаном де Валуа, сыном французского короля Карла VI и Изабеллы Баварской, который был на три года старше неё. 6 августа 1415 года состоялась свадьба. Амбициозная брачная политика Альбрехта и Вильгельма, по всей видимости, себя оправдала, и теперь, казалось, герцогство Штраубинг-Голландское было в безопасности со всех сторон. Однако тесная связь со склонным к экспансии Бургундским домом и отсутствие законного наследника мужского пола не могли не создать для Якобы некоторых проблем в дальнейшем. Хотя у её отца было по меньшей мере девять внебрачных детей, но законного сына не было, из-за чего его брат Иоанн Льежский и его племянник Филипп Бургундский могли претендовать на наследство.
Когда через несколько месяцев после свадьбы Луи, старший брат Жана де Валуа, неожиданно скончался, супруг Якобы был провозглашён дофином, став преемником своего отца Карла VI, а его жена-дофина рассматривалась как будущая королева Франции. Отец Якобы Вильгельм, несколько раз принимавший у себя молодую пару, как тесть будущего короля приобрёл значительное влияние при французском дворе. Менее успешными были его попытки убедить короля Люксембургского Сигизмунда признать его дочь наследницей графств Голландии, Зеландии и Геннегау. Представителей голландской знати в 1416 году он также не сумел убедить признать наследование по женской линии. На тот момент пятидесятилетний Вильгельм не знал, что ему осталось жить всего несколько месяцев.
Вскоре после этого ему к тому же пришлось пережить внезапное крушение своих французских планов: Жан де Валуа умер в начале апреля 1417 года, а дочь Вильгельма осталась вдовой в возрасте всего лишь 16 лет. По всей вероятности дофин был отравлен в Компьене, где в 1406 году он обвенчался с Якобой. Его вдове, которая только что была в одном шаге от французского престола, вскоре после смерти мужа пришлось бороться за обладание отцовским герцогством, поскольку её отец умер всего несколько недель спустя, 31 мая, из-за собачьего укуса. Вероятно, у него началось заражение крови. Неопытная в политическом отношении Якоба теперь должна была попытаться склонить на свою сторону подданных своего покойного отца, чья уверенность в себе возросла благодаря экономическому подъёму в Нидерландах. Однако она была не единственной претенденткой, заинтересованной в управлении герцогством Штраубинг-Голландия.

### Герцогиня Брабантская
В Геннегау, где наследование по женской линии уже в течение долгого времени было принято, Якоба действительно была признана уже 13 июня, а в Голландии и Зеландии её положение с самого начала было спорным. В то время как консервативный Крючок был на её стороне, горожане из партии Трески поддержали её дядю, Иоанна III, младшего брата её отца. Иоанн был епископом Льежским с 1389 года, но никогда не был рукоположён в священники. Он уже долгое время заигрывал с идеей установить светского правление в Нидерландах и охотно отказался от епископства, чтобы стать преемником Вильгельма. Сначала Якоба по совету своей матери Маргариты хотела отвлечь дядю титулом Хранителя и Защитника земли Геннегау, но тем самым только пробудила его амбиции. Король Римской империи Сигизмунд, который уже выступал против Якобы в 1416 году, поддержал Иоанна и пожаловал ему графства покойного брата. Он также отдал ему в жены свою племянницу Елизавету фон Гёрлиц. Елизавета была герцогиней Люксембургской, ранее она была замужем за Антуаном Брабантским, который в 1415 году пал в битве при Азенкуре.
Якоба снова вышла замуж, но тем самым обеспечила себе менее удачное покровительство, чем её дядя. Полагают, что ещё её отец выбрал вторым мужем для своей дочери Иоанна IV, пасынка Елизаветы фон Гёрлиц и герцога Брабантского в качестве наследника своего отца Антуана Брабантского. Однако согласно новейшим исследованиям более вероятно, что решение избрать потомка Брабантского дома было принято под руководством матери Маргариты и дяди Иоанна Бургундского. В любом случае Иоанн высказался в пользу этого брака, который должен был обеспечить сохранность герцогства, даже если сословия выступят против наследования женщиной. 31 июля, через два месяца после смерти Вильгельма, помолвка состоялась. Однако брак, заключённый с Иоанном IV в Гааге в марте 1418 года, оказался неудачным. Близкое родство между супругами требовало разрешения Папы, которое было дано в декабре 1417 года, но уже в январе 1418 года отменено, так как противники Якобы, включая короля Сигизмунда, выступили против него на Констанцском соборе. Кроме того, молодой герцог Иоганн IV, которому к тому же приходилось бороться со значительными денежными проблемами, во всех отношениях проигрывал своему старшему тёзке.
Иоанн III, который мог быть уверен в поддержке Сигизмунда и Трески, взялся за оружие. Ещё в 1417 году войска дяди и племянницы встретились в битве при Горкуме. Хотя Якоба победила, ей тем не менее пришлось смириться с потерей важного торгового города Дордрехта. Кроме того, её брак держался на волоске с тех пор, как её дядя добился вмешательства короля на Констанцском соборе. Брак действительно мог быть заключён несмотря на отсутствие разрешения благодаря поддержке дворянства Геннегау, 11 мая открыто выступившего против требований Иоанна III, но собственные сомнения Якобы по поводу этого брака становились всё серьёзнее и серьёзнее. Тем не менее 29 мая 1418 года её супруг вопреки явно выраженной воле короля Сигизмунда принял правление в Монсе, в Геннегау. Однако Иоанн Брабантский использовал свои права, которые официально получил с этого момента, более для того, чтобы реабилитировать себя в финансовом отношении, нежели чтобы поддерживать свою супругу в её борьбе против дяди и против короля. В 1419 году Якоба должна была при посредничестве своего двоюродного брата Филиппа, будущего герцога Бургундского, принять Воркюмское соглашение, согласно которому Дордрехт, Горкум и Роттердам вместе с прилегающими к ним владениями переходили к её противникам.
Иоанн III в обмен на это должен был только признать законность брака между Якобой и Иоанном Брабантским и формально отказаться от своих претензий путём отзыва своих посланий к Папе и королю. Это решение к тому же дополнительно упрощалось для него тем, что он не только получал значительную финансовую компенсацию, но также на протяжении пяти лет принимал участие в управлении областями, признанными за Якобой и Иоанном Брабантским. Его угрозы военной силой и вмешательство папы окупились. В мае 1419 года папа Мартин V отозвал отмену разрешения на брак. Супруг Якобы, имевший серьёзные долги, против её воли 21 апреля 1420 года заключил договор, где пообещал Иоанну III участие в управлении герцогством в течение двенадцати лет. То, что её дядя за это отказался от возврата долга и от графства Геннегау, было слабым утешением для Якобы, чей муж также провозгласил её дядю наследником и освободил от присяги подданных Голландии, Зеландии и Фрисландии. Таким образом Иоанн Брабантский отдал все владения своей супруги до самого Геннегау, чтобы улучшить своё финансовое положение. С этого момента разочарованная Якоба направила свои усилия на то, чтобы расстаться с мужем.

### Герцогиня Глостерская
Между тем политический климат существенно изменился. Герцог Бургундский Иоанн Бесстрашный был убит в сентябре 1419 года, французский дофин Карл, брат первого мужа Якобы, считался соучастником и поэтому в 1420 году по Договору в Труа был лишён наследства. Английский король Генрих V должен был теперь стать также королём французским. В 1420 году Якоба покинула своего бездарного мужа. В феврале 1421 года она опубликовала послание, в котором заявила, что считает брак расторгнутым из-за разрушительного поведения Иоанна Брабантского. Солдатам своего дяди под командованием его нижнебаварского наместника Генриха Нотхафта она немногое могла противопоставить самостоятельно. С падением Лейдена, последнего города, где сохранялось господство Крючка, сдавшегося Иоанну III, Якоба должна была признать своё поражение.
6 марта 1421 года она бежала в Англию, чтобы попросить помощи у английского короля Генриха V, который оказал ей великолепный приём. В 1422 году она вышла замуж за Хамфри Глостерского, брата короля, который после смерти Генриха принял регентство при его несовершеннолетнем сыне. Известие об этом браке как громом поразило материк. 15 октября 1422 года стало известно, что Якоба не только вышла замуж за одного из самых могущественных князей в Европе, но уже была беременна от него. Однако прежде, чем Якоба могла быть уверена в своём положении, ей пришлось побеспокоиться об аннулировании брака с Иоанном Брабантским. Однако когда она обратилась к папе Мартину V в Риме и к Бенедикту XIII в Авиньоне, давние противники Иоанн III и Филипп Бургундский внезапно поддержали расторжение брака. В то же время Филипп в своих собственных интересах должен был заботиться о предотвращении английского вторжения и содействовать урегулированию разногласий между двумя мужьями Якобы.

Осенью 1424 года Якоба вместе с Хамфри вернулась обратно в своё родное герцогство: английские войска должны были придать весомости её притязаниям. Супруги высадились в Кале и в конце ноября наконец прибыли в Монс, где 5 декабря дворяне Геннегау признали Хамфри наместником. Уже 3 января 1425 года он подписывался
«Хамфри, милостью Сына Божьего брат и дядя королей, герцог Глостерский, граф Геннегау, Голландии, Зеландии и Пембрука, повелитель Фрисландии и великий камергер Англии» 
Тем не менее он больше не вступал в войну с дядей Якобы Иоанном, который в то же время правил нижнебаварской частью герцогства. Иоанн умер на Крещение в 1425 году. Предположительно, его гофмейстер Ян ван Влит нанёс яд на углы герцогского молитвенника.

### Госпожа ван Борселен
Якоба могла бы наконец получить наследство отца, если бы её дядя не назначил своим наследником Филиппа Бургундского. Филипп, которого его прозвание Добрый характеризовало весьма неполно, преследовал свои цели ещё более беспринципно, чем его предшественник (примером может послужить битва за Брауверсхавен, 1426). Он захватил в плен Якобу, в 1427 году присоединил к своим владениям герцогство Брабантское Иоанна IV и, наконец, в 1428 году заключил Делфтский договор, согласно которому Якоба признала его своим преемником. Её третий супруг, по всей вероятности, осознавший безнадёжность её притязаний, к тому времени уже покинул её.
Якоба, измученная пребыванием в плену, теперь вынуждена была признать, что её более чем десятилетняя борьба оказалась напрасной. В 1432 году она вышла замуж за своего бывшего охранника, зеландского дворянина Франка ван Борселена, который вскоре был схвачен Филиппом. В обмен на освобождение четвёртого супруга 12 апреля 1433 года Якоба заключила Гаагский договор, которым передала Филиппу Бургундскому все права на графства Голландию, Зеландию и Геннегау. Она удалилась от дел и всего три года спустя умерла от туберкулёза. Франк ван Борселен пережил её на 34 года.